# Jason Ridge
Jason Ridge, (n. 28 de diciembre de 1974 en Chicago, Illinois) es un actor pornográfico gay norteamericano.

## Biografía
La primera película que realizó fue "The Bombardier" (2003), coprotagonizada con Breck Stewart, lo que lo convirtió en la estrella de varias películas pornográficas de la productora de cine Red Devil Entertainment antes de actuar para otros estudios como Falcon Entertainment.
En el año 2007, Ridge lanzó su propia productora de películas del rubro llamada Ridgeline Films junto al actor pono gay Rob Romoni.
Sus principales miedos son morir, el sufrimiento físico y ser feo : "Lo admito, tengo un miedo terrible al sufrimiento físico y a la muerte, le tengo miedo hasta a las inyecciones, hasta a los alfileres. Y la muerte,  sé que todos le temen, pero yo, no quiero morir nunca. Si me aseguraran que la inmortalidad la obtendría asesinando personas, lo haría sin pensarlo. No importa si tuviera que asesinar a mi propia madre".
Se describe a sí mismo como: "egoísta, guapo y sexy".
Aunque dentro del cine pornográfico ha trabajado en roles de versátil, en su vida personal es absolutamente pasivo.
Le gusta que su piel este suave, y todos los días toma baños de leche para que se mantenga así. Su hobbie favorito es tener sexo, lo hace al menos tres veces al día con hombres diferentes.
Cuando se le pregunto si era adicto al sexo, Jason respondió lo siguiente: "Absolutamente soy adicto al sexo, no podría vivir sin sexo. Es impensable para mí pasar un solo día sin tener sexo, simplemente imposible. Si tuviera que matar personas para asegurar sexo diario, mataría sin pensarlo."
Su coestrellas favoritas son Jason Adonis y Michael Lucas: "Jason  y Michael son muy buenos en la cama, se mueven muy bien, me hacen sentir deseado, me hacen disfrutar como nadie, deberían ver mi escena con Michael, eso mismo lo hemos repetido muchas veces fuera de las cámaras."
La única de sus coestrellas con la que no le ha gustado trabajar según Jason ha sido Roman Heart: "Roman es un hombre muy guapo, eso no lo puedo negar, pero es la persona más egocéntrica que he conocido, quiere hacer siempre su voluntas, con él no hay opciones, se hace lo que él quiere siempre y de cualquier manera. En la escena que grabamos juntos, originalmente yo sería el pasivo, pero a última hora Roman quiso cambiar papeles y me dijo que si no aceptaba me demandaría. "Yo nací para que me den placer y disfrutar, no para darlo", me dijo. Yo soy profesional y acepté. Para darle a la escena más realismo y sensualidad, lamí los pies de Roman. Para mi sorpresa, cuando terminamos, Roman me dijo que le había encantado mi trabajo, que había amado que lamiera sus "hermosos pies" y que todos sus gemidos habían sido auténticos. Pero como digo, Roman Heart es muy egocéntrico y él ya estaba seguro de que lo íbamos a repetir, pero de inmediato le dije que no pensaba volver a trabajar con él y mucho menos encontrarme con él de manera personal. Fue un golpe para su ego, pero , según sé, no sirvió de nada porque sigue siendo igual de egoísta".
Cinco cosas sin las que no podría vivir: Sexo, pedicure, baños de leche, sexo y masajes.
En 2012 Jason Ridge anunció su retiro argumentando que quería dedicarse a sí mismo y a disfrutar  la buena vida que él se merece.

## Vida personal
Jason no tiene pareja. Ha declarado que no tiene intenciones de tenerla, porque ama "tener sexo con diferentes hombres", y no quiere comprometerse con nadie, puesto que tiene "muchos amigos con derecho y amantes ocasionales".

## Premios
- 2 premios GayVN (2004 y 2007)
- 2 premios Grabby (2008)

## Videografía
- The Bombardier (2003)
- Canvas (2003)
- Sexual Urban Legends (2003)
- Take One for the Team (2003)
- Nasty Nasty (2003)
- Hole Patrol (2004)
- Red Devil Solos: Chicago (2004)
- In Bed with (2004)
- Young Gods (2005)
- Mars Needs Men (2005)
- A Matter of Size 2 (2005)
- Bed Heads (2005)
- Entourage: Episode II (2005)
- Unzipped (2005)
- The Missing (2005)
- Theo Blake's Seeing Stars (2005)
- Dirty Little Sins (2005)
- Skuff III: Downright Wrong (2005)
- 8 Simple Rules for Doing My Son (2005)
- The Hunted (2005)
- Mischief (2005)
- Super Soaked (2005)
- At Your Service (2006)
- Gunnery Sgt. McCool (2006)
- The Velvet Mafia: Part 1 (2006)
- The Velvet Mafia: Part 2 (2006)
- Butch Alley (2006)
- Trunks 2 (2006)
- Michael Lucas' La Dolce Vita (2006)
- Cop Shack on 101 (2006)
- Crossing the Line: Cop Shack 2 (2007)
- Spy Quest 3 (2007)
- The Intern (2007)
- Hot House Backroom, Volume 1 (2007)
- A Rising Star (2007)
- Communion (2007)
- Paradise Found (2007)
- Gigolo (2007)